# Валецкий, Антон
Антон Базылий Валецкий (пол. Antoni Bazyli Wałecki, 14 июня 1815, Лукув, Царство Польское — 12 января 1897, Варшава, Царство Польское) — польский зоолог и ихтиолог, хранитель минералогического бюро Варшавской главной школы. Член Союза польского народа, в 1839—1857 годах был в ссылке в Восточной Сибири, где исследовал флору и фауну Восточной Сибири и озера Байкал.

## Биография
Антон Валецкий родился 14 июня 1815 года в Лукуве, был старшим сыном дворян Кароля и Эльжбеты Валецких. До 1831 года Антон учился в местной школе в Лукуве, затем в провинциальной гимназии в Люблине. В 1836 году поступил в Императорскую Виленскую медико-хирургическую академию, где изучал естественные и медицинские науки. Особое значение для него имели лекции по минералогии и зоологии, проведенные Каролом Эйхвальдом.
В то же время он стал участвовать в деятельности группы патриотически настроенных студентов, став одним из основателей Союза студентов Медицинско-хирургической академии в Вильне (пол. Związek Studentów Akademii Medyko-Chirurgicznej w Wilnie), а позднее — Демократического общества (пол. Towarzystwo Demokratyczne). В 1837 году стал членом Союза польского народа и связующим звеном между вильнюсской студенческой организацией и Варшавой.
В 1838 году Валецкий был арестован, а в мае 1839 года — приговорён к 5 годам ссылки в Нерчинске, Забайкальская область, и бессрочному поселению в Сибири. Каторгу он отбывал в 1840—1843 годах на Дучарском сереброплавильном заводе. В Сибири Валецкий познакомился с географом Бенедиктом Дыбовским. Во время ссылки он проводил зоологические и ботанические исследования природы Сибири.
В 1857 году Валецкий был освобождён по амнистии и уехал в Люблин, а затем в Варшаву, где работал в Зоологическом и минералогическом кабинете (пол. Gabinety Zoologiczny i Mineralogiczny), первоначально как волонтёр. В 1860 году он занял пост помощника директора, а с 1860 года — хранитель минералогического бюро Варшавской главной школы (современный Варшавский университет).

## Научная деятельность
Основной специальностью Антони Валецкого была ихтиология. Его называли «отцом польской ихтиологии», «основателем польского рыболовства». Он ввел в польскую литературу большое количество народных названий рыб, многие из которых стали общеприняты. Помимо рыб Валецкий занимался исследованием млекопитающих, как Дальнего Востока, так и Польши. Антон Валецкий — автор более 130 научных публикаций.
Также он писал небольшие репортажи, информационные и критические статьи, а также статьи для польской Всеобщей энциклопедии С. Оргельбранда и журнала «Всехсвят». Он также занимался вопросами образования молодежи. В 1893 году вышел на пенсию.

## Память
В честь Валецкого названы два вида рыб:
- амурский язь[англ.][7] (лат. Leuciscus waleckii) — назван Бенедиктом Дыбовским в 1869 году, изначально как Idus waleckii.
- усач Валецкого (лат. Barbus waleckii) — назван Халиной Ролик (пол. Halina Polik) в 1970 году, изначально как подвид Barbus cyclolepis waleckii.